# 精武門 (電影)
《精武門》是1972年由香港嘉禾電影公司出品的一部武打功夫電影，由李小龙主演，羅維執導，武術指導韓英傑。這是李小龍回港後主演的第二部电影，票房收得超過四百萬，達450萬港元。其他演員包括苗可秀、田豐、田俊、李昆、橋本力、羅拔·貝加等，顧嘉煇配樂。後來成名的林正英、成龍在戲中擔任龍虎武師，有捱李小龍打的鏡頭。
為紀念李小龍逝世7週年，電影於1980年配制粤语及加上更多打鬥片段，在香港重新上映。
在2005年，獲香港電影金像獎協會票選為「最佳華語片一百部」之一。

## 故事大綱
20世紀民國初年時期，陳真回到上海公共租界的精武馆為師父霍元甲奔喪，並打算跟青梅竹馬的師妹結婚。雖然醫生说霍元甲是胃病转感冒致死，但精武馆眾弟子均有怀疑，陳真誓要查清真相。
霍元甲的公祭仪式上，胡翻译領著两名日本虹口道場的成員前來挑衅，並送上一块牌匾，上面写着「东亚病夫」，陈真等忿欲出手，卻被大师兄阻止。
陳真不甘師父受辱，不告眾師兄弟，獨自將牌匾送回虹口道場，一人以迷蹤拳和雙節棍打敗全場武人，还让先前在公祭上挑衅的兩人吃下写有「东亚病夫」的纸。離開道場步至公園，看到「狗與華人不得入內」的告示牌，與其他日本人再起爭執，更凌空一脚踢碎該告示牌。鈴木寬派出眾多人報復，到精武館砸打一番，並要武館交出陳真。
陳真回館後，在众人劝说下准备离开上海。不過当晚循聲找到田廚子和冯管事，聽到霍元甲原來是被毒殺，與一「胡先生」有关，更發現田廚子原來是日本人。他打死二人，将其尸首悬挂在电线杆上後，離開了武館。後來师妹在霍元甲墓地找到陳真，並提醒他，胡先生可能就是胡翻譯。
胡翻译给鈴木寬出主意，向巡捕房施压要拘捕陈真。胡翻译跟铃木和俄国斧头党首领皮罗夫观赏艺妓脱衣舞后，乘人力車離去，但車夫是陳真假扮，結果被拉到死胡同內。威嚇下，胡翻譯說出铃木寬才是幕後主謀；胡翻译伺機偷襲，反被陳真打死。陳真跟著破坏了連接虹口道场的电话线，假扮修理技工混进道场探其虛實。
当晚，師妹帶大師兄等數人到霍元甲墓地，卻尋陳真不著。虹口道場剛剛派出了大班手下易裝攜刀離去後，陳真一人闖進道場，打死一眾武人，經過激烈決鬥，先后殺死皮罗夫与铃木寬。
大師兄等人回到精武館，發現一眾弟子遭到屠戮，幾近殆尽。日本領事催促巡捕房到精武馆要人。陈真回到館中，为免精武馆被封，挺身償命，走出大门對著一眾持槍警察踢出凌空一脚，在連續的槍聲中陳真的身影被拍成定鏡下完結。

## 製作人員
| 製作崗位 | 人 員 [香港影庫超連結]   |
| 導演     | 羅維                     |
| 監製     | 鄒文懷                   |
| 出品人   | 羅維                     |
| 製片     | 劉亮華                   |
| 武術指導 | 韓英傑、李小龙（無列名） |
| 編劇     | 羅維、倪匡（無列名）     |
| 副導演   | 植耀昌                   |
| 攝影     | 陳清渠                   |
| 攝影助手 | 張耀祖                   |
| 音樂     | 顧嘉煇                   |
| 配音     | 汪平                     |
| 剪輯     | 張耀宗                   |
| 佈景     | 錢新                     |
| 化裝     | 陳國雄                   |
| 燈光     | 鄭惠然                   |
| 劇務     | 杜家楨                   |

## 演員角色
| 演員       | 角色                   | 英文字幕版角色     | 粵語配音 |
| 李小龙     | 陳真 (五師弟)          | Chen Jeh           | 李學斌   |
| 苗可秀     | 精武門女弟子           | Yuan               | 朱曼子   |
| 衣依       | 精武門女弟子           | Yen                |          |
| 田俊       | 家祺 (二師兄)          | Chang              | 盧傑群   |
| 田豐       | 范先生 (大師兄)        | Fan                | 金貴     |
| 魏平澳     | 胡恩 / 胡翻譯          | Wu                 | 馮永和   |
| 黃宗迅     | 田廚子 (田伙頭)        | Tien               | 盧雄     |
| 韓英傑     | 馮管事 (馮管家)        | Feng Kwai-sher     | 梁有恆   |
| 羅維       | 探長 / 肥佬            | Inspector          | 梁有恆   |
| 李昆       | 三師兄                 | Hsu                | 廖偉雄   |
| 馮毅       | 吉田先生               | Yoshida            | 李學儒   |
| 劉永       | 精武門弟子             | Chin               | 龍天生   |
| 金山       | 精武門弟子             | Tung               | 馮永和   |
| 羅拔·貝加  | 皮羅夫                 | Petrov             |          |
| 橋本力     | 鈴木寬                 | Susuki             | 盧雄     |
| 勝村淳     | 鈴木寬的保鑣           | Susuki's Bodyguard |          |
| 李英琪     | 精武門女弟子           | Li                 |          |
| 陳福慶     | 精武門弟子             | Chao               |          |
| 無列名演員 | 角色（粵語配音版名稱） | 英文字幕版角色     | 粵語配音 |
| 張照       | 霍元甲生前好友         |                    | 李學儒   |
| 小麒麟     | 精武門弟子             |                    |          |
| 陳龍       | 虹口道場金髮武人       |                    |          |
| 李超俊     | 虹口道場武人           |                    |          |
| ？         | 虹口道場接待員         |                    |          |
| ？         | 南亞裔公園守衛         |                    |          |
| 元華       | 公園門前的日本人       |                    |          |
| 金軍       | 日本領事               |                    |          |

## 獎項
| 頒獎典禮     | 獎項           | 名單   | 結果 |
| ------------ | -------------- | ------ | ---- |
| 第10屆金馬獎 | 優等劇情片     | 精武門 | 獲獎 |
| 第10屆金馬獎 | 最佳剪輯獎     | 張耀宗 | 獲獎 |
| 第10屆金馬獎 | 最佳技藝特別獎 | 李小龍 | 獲獎 |

## 經典對白
- 「胃病會唔會死人？感冒會唔會死人？」陳真這樣質問師兄們師父霍元甲的死因。不過感冒的確可以致命的。
- 「我問你，你係咪中國人？」精武館二師兄質問胡翻譯的話。
- 「我係精武館最『水皮』嘅徒弟，我想試下日本拳頭嘅味道！」陳真把「東亞病夫」牌匾送還虹口道場時說的話。
- 「中國人唔係病夫！」陳真把虹口道場的武人都教訓一頓後說的話，此乃粵語版本對白。但普通話版本是「精武館的人不是病夫！」而在廣泛觀眾的印象中，粵語對白是「中國人唔係東亞病夫！」，但翻查影片卻沒有「東亞」二字，被視為本片的兩個曼德拉效應事例之一。[3][4][5][6]
- 「呢次要你哋食纸、下次要你哋食玻璃！」踢館後，陳真把寫著「東亞病夫」的紙撕下來，逼那兩個當初送牌匾的日本人塞進口內時說的話。
- 「點解？點解你要逼我呀？」陳真逼漢奸胡恩說出霍元甲死因後，本來放他一馬；但胡恩在背後偷襲，反給一拳打死時，陳真問了這句話。
- 「我就係唔講道理嘅！」探長說巡捕房做事一定要講道理，虹口道場社長鈴木寬如此回應。
- 「我哋容忍係錯㗎！五師弟佢啱！」大師兄范先生回到精武館，眼見一眾師弟妹被殺，悲憤中說的話。
- 「我少讀書，你唔好呃我！」陳真向巡捕房探長說的話。接下來他問，要是他自首，精武館的人是否不受牽連。而在廣泛觀眾的印象中，這粵語對白是「我讀得書少」，但翻查影片卻是「少讀書」，被視為本片的兩個曼德拉效應事例之一。[3][4][5][6]
- 「我話你知呀！我陳真殺人填命，同精武館無關！」陳真臨步出精武館，向日本領事說的話。

## 相關書籍
- 《近代俠義英雄傳》，平江不肖生著，1923年起在《偵探世界》連載。
- 《精武50年武術發展史》，陳公哲著，1957年。

## 相關影視作品

### 電影
| 作品 [香港影庫超連結]                                  | 年份   | 主要演員        | 地區 | 製作／機構                                 |
| 重建精武門 （页面存档备份，存于）                      | 1975年 | 嘉凌、向華強    | 台灣 | 香港得利影業公司、金海影業公司             |
| 新精武門 （页面存档备份，存于）                        | 1976年 | 成龍、苗可秀    | 香港 | 羅維動作電影廠                             |
| 精武門續集 (唐山大兄2) （页面存档备份，存于）          | 1977年 | 何宗道 (黎小龍) | 台灣 | 香港七海影業公司                           |
| 霍元甲 （页面存档备份，存于）                          | 1982年 | 梁家仁          | 香港 | 思遠影業公司                               |
| 新精武門1991                                           | 1991年 | 周星馳          | 香港 | 浚昇影業公司                               |
| 漫畫威龍 (新精武門1991 II)                             | 1992年 | 周星馳          | 香港 | 浚昇影業公司                               |
| 精武英雄                                               | 1994年 | 李連杰          | 香港 | 正東製作有限公司                           |
| 喜劇之王 （页面存档备份，存于） ：當中《精武門》舞台劇 | 1999年 | 周星馳          | 香港 | 星輝海外有限公司                           |
| 重振精武門 （页面存档备份，存于）                      | 2001年 | 石天龍          | 香港 | 新東山電影電視製作有限公司                 |
| 霍元甲之精武真英雄 （页面存档备份，存于）              | 2004年 | 劉家輝、石天龍  | 香港 | 盛世娛樂有限公司                           |
| 精武家庭                                               | 2005年 | 馮德倫、鍾欣桐  | 香港 | 成龍英皇影業有限公司                       |
| 霍元甲                                                 | 2006年 | 李連杰          | 中國 | 中國電影集團公司                           |
| 精武風雲·陳真                                          | 2010年 | 甄子丹          | 香港 | 北京光線影業有限責任公司、寰亞電影有限公司 |

### 電視劇
| 作品 [香港影庫超連結] | 年份   | 主要演員       | 地區     | 製作／機構                             |
| 霍元甲                | 1977年 | 王道           | 台灣     | 中華電視台                             |
| 精武門                |        | 梁小龍、秦沛   | 香港     | 佳藝電視                               |
| 大俠霍元甲            | 1981年 | 黃元申、梁小龍 | 香港     | 麗的電視                               |
| 陳真                  | 1982年 | 梁小龍         | 香港     | 麗的電視                               |
| 霍東閣                | 1984年 | 錢小豪         | 香港     | 亞洲電視                               |
| 精武門                | 1995年 | 甄子丹、高雄   | 香港     | 亞洲電視與衛星電視聯合製作             |
| 霍元甲                | 2001年 | 趙文卓、吴樾   | 中國廣東 | 皮卡王影業公司                         |
| 霍元甲                | 2007年 | 鄭伊健、陳小春 | 中國     | 天津津源、華夏視聽、東陽環宇、吉安永嘉 |
| 精武陳真              | 2008年 | 陳小春         | 中國     | 吉安永嘉影视公司                       |

## 外部連結
- 香港電影資料館 - 精武門 Fist of fury
- 開眼電影網上《精武門》的資料（繁體中文）
- 豆瓣电影上《精武門》的資料 （简体中文）
- 时光网上《精武門》的資料（简体中文）
- AllMovie上《精武門》的资料（英文）
- 爛番茄上《精武門》的資料（英文）
- 香港影庫上《精武門》的資料（繁體中文）
- 互联网电影数据库（IMDb）上《精武門》的资料（英文）